# Bolesław Kremski
Mieczysław Bolesław Gustaw Kremski (ur. 16 lutego 1849 w Poznaniu, zm. 9 września 1899 w Warszawie) – polski aktor teatralny i dyrektor teatrów.

## Życiorys
Pochodził z ziemiańskiej rodziny. Jego matka, Eugenia z Ćwiklińskich po śmierci pierwszego męża wyszła za Anastazego Trapszo i właśnie po jego kierownictwem Kremski debiutował na scenie w 1867 roku. Z zespołami ojczyma związany był do 1876 roku, występując m.in. w Lublinie (1871–1872), Radomiu (1872), Warszawie (teatr ogrodowy Tivoli w 1872, teatr ogrodowy Alhambra w 1874) oraz Kaliszu (1873–1874). W międzyczasie występował także u Pawła Ratajewicza (1872–1873) oraz prowadził zespół teatralny z Mieczysławem Krauze (1874). Następnie kierował teatrem w Suwałkach (1876), grał u Józefa Teksla oraz występował w warszawskich teatrach Alkazar i Eldorado (1877). 
W latach 1877–1880 zawarł spółkę z H. Wójcickim i prowadził z nim teatr, który występował m.in. w Płocku, Lipnie, Włocławku, Ciechocinku, Łowiczu, Kutnie, Radomiu, Łodzi (prawdopodobnie), Lublinie, Łęcznej, Łomży, Suwałkach oraz Siedlcach. Po zerwaniu współpracy, w latach 1881-1882 prowadził samodzielnie zespoły teatralne w Lublinie, Stanisławowie, Radomiu, Kielcach, Ciechocinku, Busku, Piotrkowie, Płocku oraz Pułtusku. W międzyczasie, w sierpniu 1881 roku współpracował z Karolem Kremskim, kierując teatrami w 
Opolu Lubelskim, Garwolinie i Żelechowie. Następnie zawarł spółkę z Anastazym Trapszo, z którym prowadził zespół, występujący w latach 1882–1884 w Płocku, Ciechocinku, Kole, Kaliszu, Lipnie, Ciechocinku, Włocławku, Piotrkowie i Sosnowcu. Po rozwiązaniu zespołu występował jeszcze w warszawskich teatrach ogrodowych Nowy Świat i Eldorado (lato 1884). Potem najprawdopodobniej wycofał się z czynnego życia teatralnego (nie jest to informacja pewna, ponieważ epizody z aktywności Karola Kremskiego po 1884 roku mogą dotyczyć Bolesława Kremskiego). Pod koniec życia pracował w kancelarii oberpolicmajstra w Warszawie.
Był dwukrotnie żonaty: z Wiktorią Eugenią Słotwińską (najprawdopodobniej, ślub ok. 1870 roku) oraz z Walerią Mochnacką (ślub w 1892 roku). Został pochowany na Cmentarzu Powązkowskim w Warszawie.